# Alfred Schlemm

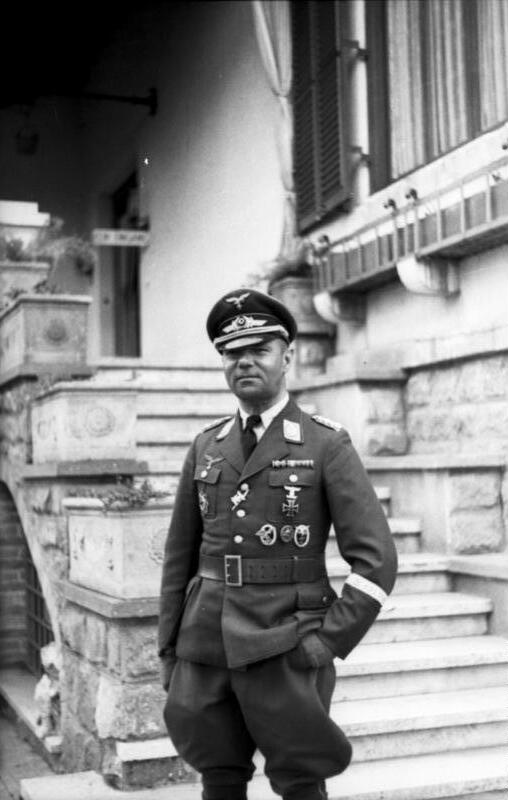
Alfred Schlemm als General der Flieger (1943)

Alfred Schlemm (* 18. Dezember 1894 in Rudolstadt; † 24. Januar 1986 in Ahlten) war ein deutscher General der Fallschirmtruppe während des Zweiten Weltkriegs.

## Leben
Schlemm trat am 8. März 1913 als Fahnenjunker in das 2. Posensche Feldartillerie-Regiment Nr. 56 in Lissa ein. Von Oktober 1913 bis Juni 1914 besuchte er die Kriegsschule Danzig und wurde im Anschluss daran am 19. Juni 1914 zum Leutnant befördert.
Während des Ersten Weltkriegs war er als Zug- und Batterieführer sowie Regimentsadjutant mit seinem Regiment an der West- und Ostfront im Einsatz und wurde im September 1917 zum Oberleutnant befördert. Für sein Wirken wurde er mit beiden Klassen des Eisernen Kreuzes, dem Ritterkreuz des Königlichen Hausordens von Hohenzollern mit Schwertern sowie dem Verwundetenabzeichen in Schwarz ausgezeichnet.
Nach Kriegsende in die Reichswehr übernommen, war er anfangs in der Reichswehr-Brigade 5 beim Grenzschutz Ost tätig. Nach der Reduzierung auf das 100.000-Mann-Heer kam er zum 3. (Preußisches) Artillerie-Regiment. Für seine Führergehilfenausbildung ab 1921 wurde er zeitweilig zur 3. Division nach Berlin kommandiert. Im September 1921 heiratete er; aus der Ehe ging ein Sohn hervor. Nach seiner Beförderung am 1. Juni 1925 zum Hauptmann blieb er zum Reichswehrministerium kommandiert und diente ab 1928 in der Abteilung T 1 (Heeresabteilung) des Truppenamtes. Von März 1930 bis September 1932 war Schlemm Batteriechef im 3. Artillerie-Regiment. Anschließend wurde er wieder in das Reichswehrministerium versetzt, diesmal zur Heeres-Ausbildungsabteilung T 4, und dort am 1. Juni 1934 zum Major befördert. Ab Oktober 1934 war er Erster Generalstabsoffizier (Ia) im Stab des Befehlshabers im Wehrkreis III (Berlin) (ab Oktober 1935 Generalstab des III. Armeekorps) und wurde hier am 1. August 1935 zum Oberstleutnant befördert. Im Oktober 1936 wurde Schlemm für ein Jahr an die Wehrmachtakademie versetzt. Anschließend wurde er zum Reichsluftfahrtministerium kommandiert und wechselte am 1. Februar 1938 unter gleichzeitiger Beförderung zum Oberst vom Heer zur Luftwaffe, die ihn zunächst im Generalstab der Luftwaffe einsetzte. Vom 1. Juni 1938 bis zum 4. Oktober 1939 war er Chef des Generalstabes der Luftverteidigungszone West und anschließend bis zum 14. Dezember 1940 Chef des Generalstabes des Luftgaus XI in Hannover (ab März 1940 in Hamburg). Am 1. Juni 1940 erfolgte seine Beförderung zum Generalmajor.
Im Anschluss daran wurde Schlemm zum Chef des Generalstabes des XI. Fliegerkorps unter Kurt Student ernannt, das zur Führung der Fallschirmverbände der Luftwaffe aufgestellt worden war. Hier beteiligte er sich an der Planung und Durchführung des Unternehmens Merkur zur Besetzung der Insel Kreta. Im Februar 1942 wurde er Kommandeur des nach ihm benannten Luftwaffen-Gefechtsverbandes, der ab April an der Ostfront eingesetzt wurde. Am 1. Juni 1942 wurde er unter gleichzeitiger Beförderung zum Generalleutnant Kommandeur der 1. Flieger-Division, erhielt am 4. August 1942 das Deutsche Kreuz in Gold, bevor er am 1. Oktober 1942 die Führung des aus der Gruppe Schlemm neuaufgestellten II. Luftwaffen-Feldkorps übernahm. Mit diesem kämpfte er bis Ende 1943 im Bereich der 9. Armee und 3. Panzerarmee in der Schlacht von Welikije Luki und im Raum Witebsk. Mit Rangdienstalter vom 1. März 1943 erfolgte seine Beförderung zum General der Flieger.
Im November 1943 wurde sein Generalkommando aus der Front gezogen und nach Italien verlegt, wo es am 1. Januar 1944 in I. Fallschirm-Korps umbenannt wurde. Schlemm wurde zum Kommandierenden General ernannt und mit der Ernennung änderte sich seine Bezeichnung von General der Flieger zu General der Fallschirmtruppe.
Nach der Landung der Alliierten im Rücken der deutschen Front bei Anzio wurde das Korps in schwere Abwehrkämpfe um den Brückenkopf verwickelt, worauf Schlemm am 11. Juni 1944 das  Ritterkreuz des Eisernen Kreuzes erhielt. Anfang November 1944 wurde er von Richard Heidrich abgelöst, um den Befehl über die an der Westfront eingesetzte 1. Fallschirm-Armee zu übernehmen. Mit dieser kämpfte er in den östlichen Niederlanden am Waal und im nördlichen Bereich des Westwalls, bevor ihn die alliierten Offensiven im Februar 1945 zum Zurückgehen an den Rhein zwangen. Am 10. März 1945 befahl er die Sprengung der Eisenbahnbrücke Wesel.
Am 21. März 1945, kurz vor dem Beginn der alliierten Operation Plunder zur Überquerung des Rheins, wurde er bei einem Bombentreffer in seinem Gefechtsstand bei Erle verwundet und in ein Lazarett bei Westerland verlegt. Anschließend blieb er bis Kriegsende in der Führerreserve. Vom 8. Mai 1945 bis 22. März 1948 war er in britischer Kriegsgefangenschaft.
Nach dem Krieg lebte er im Gutshaus Ahlten der Schlemm’schen Familienstiftung in Ahlten und publizierte Aufsätze über den Krieg. Darin vertrat er die Ansicht, dass es falsch sei, das Opfer des eigenen Lebens von Soldaten als vergeblich zu bezeichnen. Soldatische Tapferkeit sei zu allen Zeiten ein unvergänglicher Wert. Noch 1969 sah er diese Opferbereitschaft als Maßstab für die Existenzberechtigung eines Volkes.